# Albert Glandaz
Albert Ernest Glandaz est un sportif et un dirigeant sportif français né le 5 janvier 1870 à Paris et mort le 22 mars 1943 à Paris.

## Biographie
Né à Paris le 5 janvier 1870 Albert Glandaz y exerce la charge de greffier en chef du tribunal de commerce de la Seine.
Albert Glandaz a participé à des épreuves de voile lors des jeux olympiques de 1900, si tant est qu'ils aient eu lieu puisque les participants étaient venus pour les régates données en l'honneur de l'Exposition Universelle. Il a été vice-président du Yacht Club de France, fondateur du Canoë Club de France et président de la Fédération française des Sociétés d'aviron. Il a créé l'Association Française du Yachting de Course en 1911, préfiguration de l'Union des Sociétés Nautiques Françaises (1920) qui deviendra la Fédération Française de Voile. Président-fondateur du Comité nautique du Touring Club de France, il contribuera puissamment aux infrastructures fluviales et maritimes. 
Président du Comité national des sports entre 1910 et 1911 et entre 1912 et 1913 il est aussi membre du CIO de janvier 1913 à son décès en 1943. Il a été trésorier de l'Académie des sports.
Albert Glandaz publie 5 ouvrages consacrés essentiellement à la navigation fluviale et, considéré comme une référence dans ce domaine, il en préface de nombreux autres .

## Résultats sportifs
Le tableau ci-dessous est issu des travaux récents sur les résultats des différents Jeux Olympiques. Si Albert Glandaz courut  les régates données par et pour l'Exposition Universelle de Paris en 1900, aucune source contemporaine de cet événement ne mentionne les Jeux Olympiques. Par un tour de passe-passe, le CIO intégra après 1920 les épreuves de Paris dans son histoire. Albert Glandaz lui-même, dans son "Rapport présenté au congrès international de sport et d'éducation physique de Bruxelles" en juin 1905 sur "Le Sport Nautique", ne mentionne nullement cet événement comme "olympique". 
| Épreuve / Édition        | Épreuve / Édition        | Paris 1900 |
| ½ – 1 tonneau - Course 1 | ½ – 1 tonneau - Course 1 | 13e        |
| ½ – 1 tonneau - Course 2 | ½ – 1 tonneau - Course 2 | Abandon    |

## Hommages
Albert Glandaz a donné de nombreux trophées. Ainsi, une coupe porte son nom lors des Championnats d'Europe d'aviron. Elle est remise entre 1909 et 1973 au pays ayant remporté le plus grand nombre de victoires. Il existe également une coupe Glandaz qui est décerné par la Fédération française d'aviron à la meilleure équipe en quatre de pointe sans barreur senior, hors Championnat de France.
Une rue porte son nom à Perpignan et aux Mureaux son nom a été donné au quai amont. C'est là, dans l'enceinte du Cercle de la Voile de Paris qu'on peut voir le monument qui lui est dédié.
Jean-Baptiste Charcot nomma « point Glandaz » un site de la baie Deloncle lors de son expédition Antarctique de 1903/05 en hommage à son ami. Raymond Rallier du Baty baptisa "pointe Glandaz" un cap des îles Kerguelen en 1908/09 pour remercier l'un des sponsors de son expédition.
Il a été également Chevalier de la Légion d'honneur en 1908. Il a été promu Officier en 1924.